# AqME
AqME — французская альтернативная группа, образована в 1999 году. Была частью французского ню-металлического движения под названием «Team Nowhere».

## История
Группа AqME была образована в 1999 году в Париже. В начале своего пути группа состояла из Этьенна (ударные), Бенжамена (гитара), Софи (бас-гитара) и Тома (вокал), а также входила в ню-металлическое движение под названием «Team Nowhere», куда входили такие группы как Pleymo, Enhancer, Noisy Fate, Wünjo и AqME (ранее называемая Neurosyndrom). Через шесть месяцев после образования группы, AqME выпускает демоальбом «University Of Nowhere», состоящий из пяти треков. Песни группы начинают появляться на различных сборниках.
В октябре 2000 года группу покидает Софи и ей на замену приходит Шарлотта. 21 октября на выступлении группы играют обе басистки — каждая по половине сета — в знак ухода из группы одной участницы и прихода новой.

В апреле 2001 года «University of Nowhere» выходит с тремя новыми композициями, но участники уже думают о первом настоящем альбоме. И в 2001 году отправляются на студию в Швецию для записи пластинки с продюсером Даниэлем Бергстрандом (Daniel Bergstrand). Вернувшись группа подписывает контракт с независимым лейблом — At(h)ome.

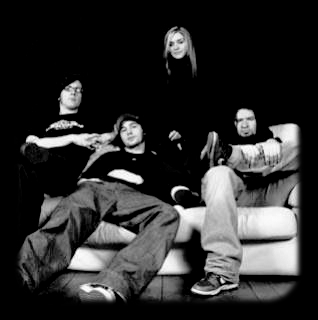
AqME, 2002 год

10 сентября 2002 года выходит их первый альбом «Sombres Efforts» и группа отправляется в большой тур в поддержку пластинки. Также выступает на французском рок-фестивале «Eurockéennes de Belfort» перед 10 000 слушателями. Пять концертных (live) версий песен с этого фестиваля войдут в двухдисковое издание второго студийного альбома группы.
В ноябре 2003 года сразу после окончания тура в поддержку «Sombres Efforts» AqME отправляются в Швецию для записи второго альбома, куда войдут песни написанные между 2001 и 2003 гг. Так, 13 апреля 2004 года, выходит их второй альбом «Polaroïds & Pornographie».
За 5 лет существования группа стала вполне самостоятельной и 12 сентября 2004 года объявляет о выходе из объединения «Team Nowhere».
После завершения гастрольного тура группа остаётся в Париже записывать третий альбом «La Fin Des Temps» с новым продюсером — Стивом Престажем (Steve Prestage). Альбом вышел 10 октября 2005 года.
2007 год знаменует собой период отдыха для группы, чтобы в 2008 году вернуться с новым альбомом. Их четвёртый студийный альбом — «Hérésie», был выпущен 4 февраля 2008 года. После тура в поддержку пластинки группу покидает Бенжамен, который начинает работать над собственным проектом Die on Monday.
14 января 2009 года AqME официально объявляет, что в группе новый гитарист — Жюльен. В конце года (19 октября) выходит пятый студийный альбом — «En l’honneur de Jupiter».
В начале 2012 года выходит шестой студийный альбом группы, который является последним записанным с вокалистом Тома, покинувшем группу. На смену Тома приходит новый вокалист — Винсент.

## Состав
- Винсент (фр. Vincent) — вокал
- Этьенн (фр. Etienne) — ударные
- Шарлотта (фр. Charlotte) — бас-гитара
- Жюльен (фр. Julien) — гитара

Бывшие участники:
- Тома (фр. Thomas) — вокал
- Бенжамен (фр. Benjamin) — гитара
- Софи (фр. Sophie) — бас-гитара

## Дискография
Студийные альбомы:
- 2002: Sombres Efforts
- 2004: Polaroïds & Pornographie
- 2005: La Fin Des Temps
- 2008: Hérésie
- 2009: En l’Honneur de Jupiter
- 2012: Épithète, Dominion, Épitaphe
- 2014: Dévisager Dieu
- 2017: AqME
- 2019: Requiem

Концертные альбомы:
- 2006: Live(s)

Мини-альбомы (EP):
- 1999: University of Nowhere

## Дополнительные факты
- AqME и Indochine записали совместный трек «Aujourd’hui Je Pleure», который присутствует на двухдисковом издании альбома Indochine «Alice & June».[9]